# Liste der Biografien/Olg
Liste der Biografien |
Portal Biografien |
Personensuche
# |
A |
B |
C |
D |
E |
F |
G |
H |
I |
J |
K |
L |
M |
N |
O |
P |
Q |
R |
S |
T |
U |
V |
W |
X |
Y |
Z |
?
 
Oa |
Ob |
Oc |
Od |
Oe |
Of |
Og |
Oh |
Oi |
Oj |
Ok |
Ol |
Om |
On |
Oo |
Op |
Oq |
Or |
Os |
Ot |
Ou |
Ov |
Ow |
Ox |
Oy |
Oz
 
Ola |
Olb |
Olc |
Old |
Ole |
Olf |
Olg |
Olh |
Oli |
Olj |
Olk |
Oll |
Olm |
Oln |
Olo |
Olp |
Olr |
Ols |
Olt |
Olu |
Olv |
Olw |
Oly |
Olz
Die Liste der Biografien führt alle Personen auf, die in der deutschsprachigen Wikipedia einen Artikel haben. Dieses ist eine Teilliste mit 27 Einträgen von Personen, deren Namen mit den Buchstaben „Olg“ beginnt.

## Olg

### Olga
- Olga Færseth (* 1975), isländische Fußballspielerin
- Olga von Griechenland (1903–1997), griechisch-jugoslawische Ehefrau von Prinzregent Paul von JugoslawienOlga von Griechenland (1903–1997)

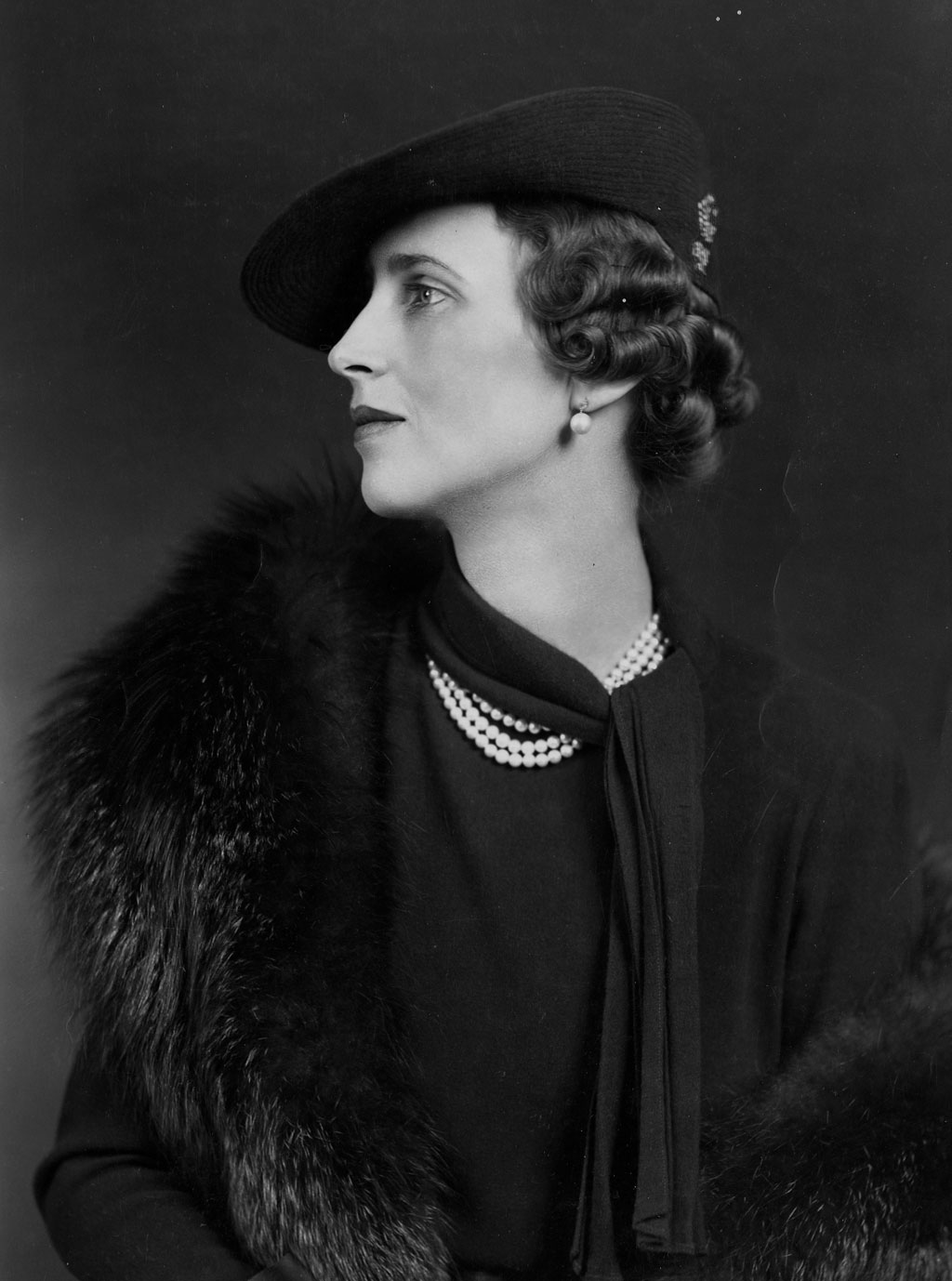
Olga von Griechenland (1903–1997)

- Olga von Kiew († 969), Herrscherin der Kiewer Rus und Heilige
- Olga, Miss, russische Radrennfahrerin
- Ølgaard, Julie R. (* 1981), dänische Schauspielerin

### Olge
- Olgeni, Ercole (1883–1947), italienischer Ruderer

### Olgi
- Olgiati, Camillo (1876–1940), Schweizer Politiker, Tessiner Grossrat, Nationalrat und Staatsrat
- Olgiati, Carlo (1824–1889), Schweizer Staatsanwalt, Politiker, Tessiner Grossrat und Ständerat
- Olgiati, Giuseppe (1660–1736), italienischer Priester, Prothonotar und Bischof von Como
- Olgiati, Libero (1908–1986), Schweizer Rechtsanwalt, Politiker, Tessiner Grossrat, Nationalrat und Gemeindepräsident von Giubiasco
- Olgiati, Rodolfo (1905–1986), Schweizer Pädagoge und humanitärer Aktivist
- Olgiati, Rudolf (1910–1995), Schweizer Architekt
- Olgiati, Valerio (* 1958), Schweizer Architekt

### Olgu
- Olguim, Maria (1898–1984), portugiesische Schauspielerin
- Olguín, Adriana (1911–2015), chilenische Rechtsanwältin und Politikerin
- Olguín, Cristián (* 1963), chilenischer Fußballspieler
- Olguín, Cristián (* 1986), chilenischer Fußballspieler
- Olguín, Felipe Solís (1944–2009), mexikanischer Archäologe, Anthropologe und Historiker
- Olguín, Gustavo (1925–2018), mexikanischer Wasserballspieler und Maler
- Olguín, Jorge (* 1952), argentinischer Fußballspieler
- Olguín, José (1903–1991), chilenischer Fußballspieler
- Olguín, José (1926–1998), mexikanischer Wasserballspieler
- Olguín, Otilio (1931–1994), mexikanischer Wasserballspieler
- Olguín, Sergio (* 1967), argentinischer Schriftsteller
- Olgun, Bayram (* 1990), türkischer Fußballtorhüter
- Olgun, Can (* 1984), deutsch-türkischer Jazzmusiker (Piano)
- Olgun, Ibrahim (* 1987), österreichischer Präsident der Islamischen Glaubensgemeinschaft in Österreich (IGGiÖ)